# Yasaka-Schrein

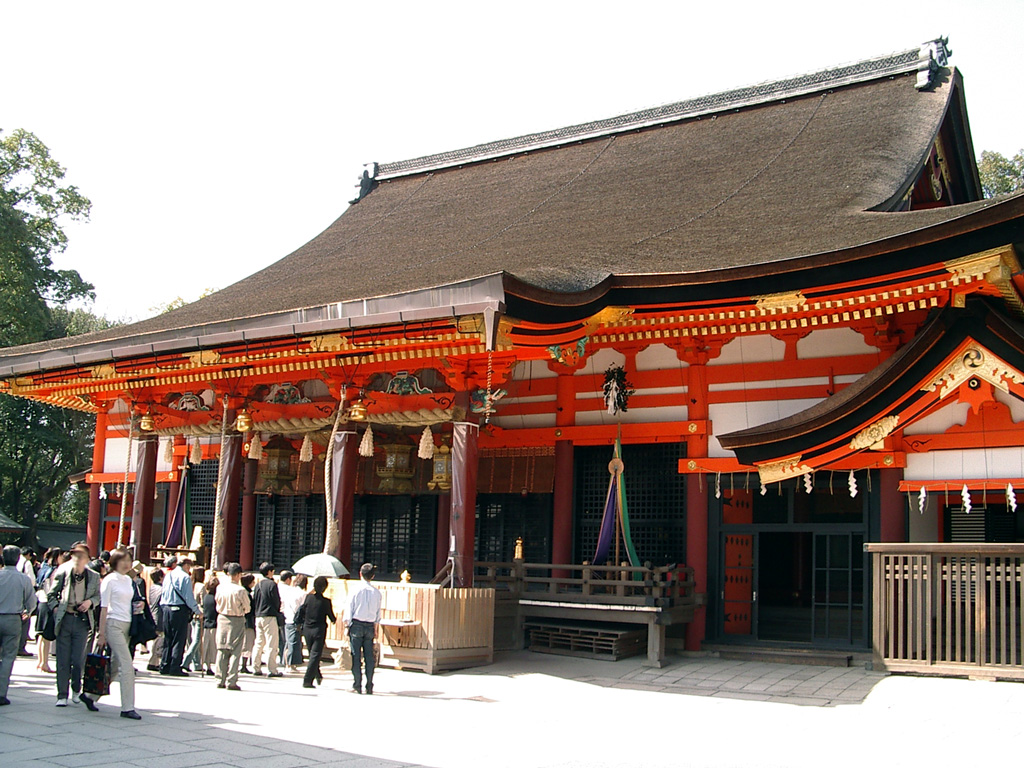
Nahansicht des Schreins

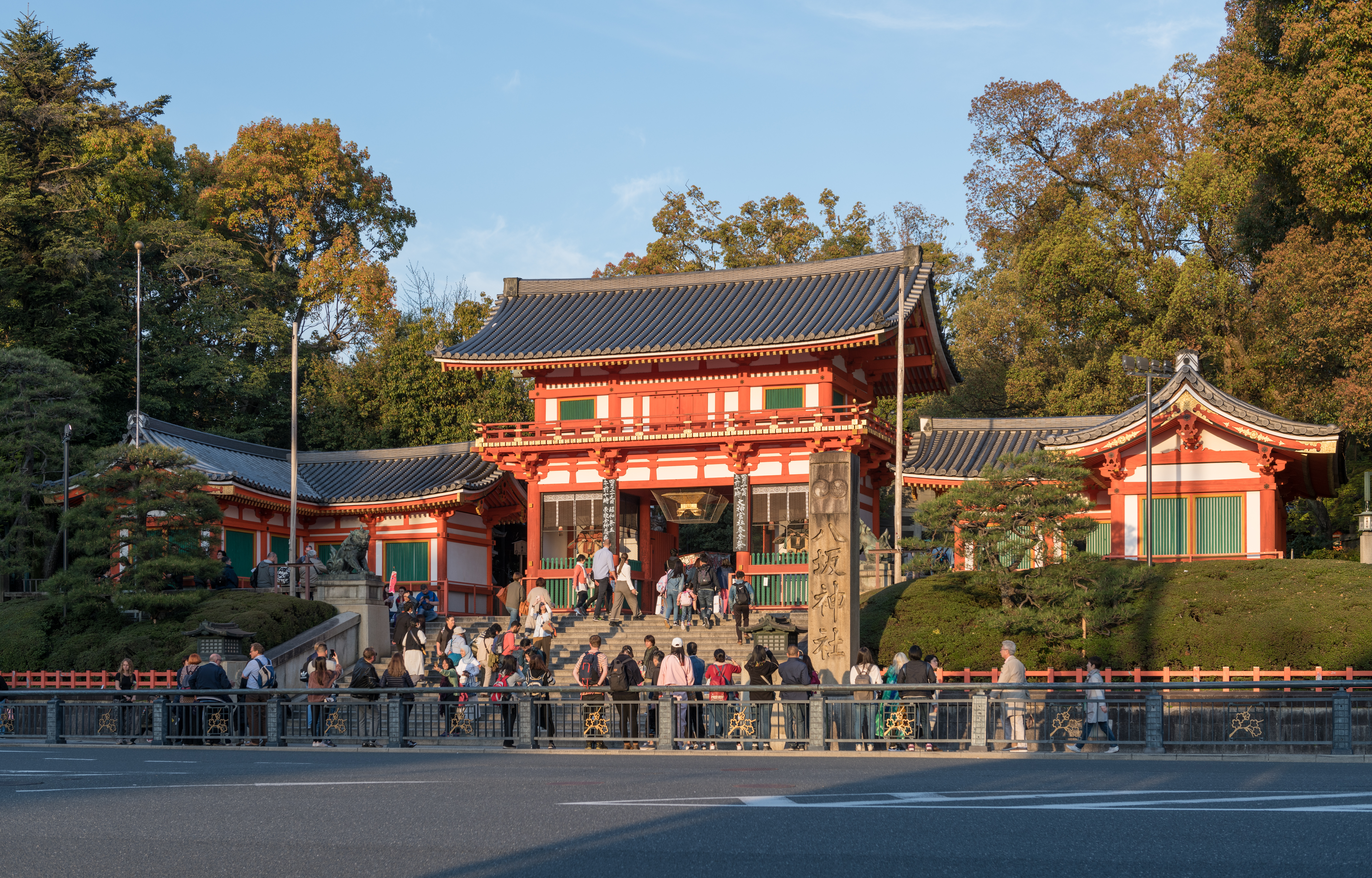
Der Yasaka-Schrein

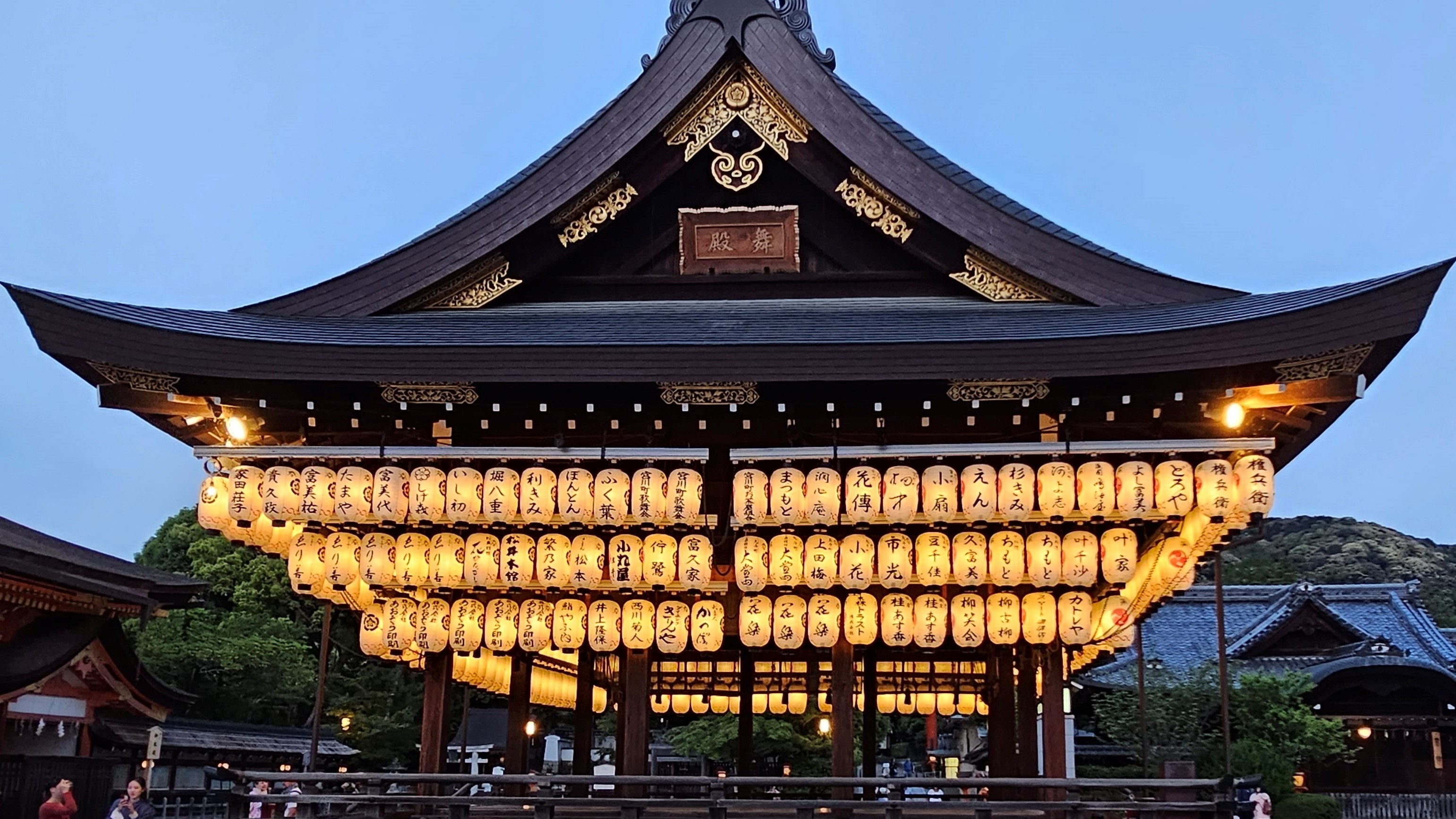
Yasaka-Schrein

Der Yasaka-Schrein (jap. 八坂神社, Yasaka-jinja), ehemals als Gion-Schrein (祇園神社) bezeichnet, ist ein Shintō-Schrein im Viertel Gion des Stadtbezirks Higashiyama-ku von Kyōto in Japan. Gelegen am östlichen Ende der Shijo-dori, wurde er im Jahre 656 erbaut und ist Susano-no-o-mikoto als Haupt-Kami zusammen mit seiner Ehefrau Inada-hime-no-mikoto und seinen acht Kindern (Yahashira no mikogami) geweiht. Vor der Trennung von Shintō und Buddhismus (Shinbutsu-Bunri) waren die eingeschreinten Gottheiten Gozu-Tennō, dessen Frau Harisainyo und dessen acht Kinder (hachiōji), die mit den vorgenannten Shintō-Gottheiten teils gleichgesetzt (Shinbutsu-Shūgō) werden.
Er ist im modernen und relativ komplizierten Stil gion-zukuri (祇園造) gebaut und ist einer der größten Schreine Japans, sowie der wichtigste Schrein für Susano-no-o-mikoto.
Im Jahr 869 wurden die omikoshi (tragbaren Schreine) des Gion-Schreins durch die Straßen von Kyōto getragen, um eine Seuche zu bekämpfen, die die Stadt befallen hatte. Dies war der Beginn des Gion-Matsuri, eines alljährlichen Festivals, das weltberühmt wurde. In den Mikoshi sind die mitama der Kami Susano-no-o-mikoto, Yasaka-no-sume-no-kami (auch Gion-san) und Inada-hime-no-mikoto eingeschreint. Der Name Gion bezieht sich hierbei auf den Jetavana-vihāra, einem Tempel in jenem Hain in dem Buddha einen großen Teil seiner Lehre verbreitete.
In der frühen Meiji-Zeit mussten buddhistische Einflüsse aus Shintō-Schreinen entfernt werden in dessen Verlauf sich der Schrein von Gion-Schrein in Yasaka-Schrein umbenennen musste und die buddhistischen Gottheiten durch ihre Shintō-Gegenstücke ersetzt.
Gegenwärtig heißt der Schrein, neben seiner Funktion als Gastgeber des Gion-Matsuri, jedes Jahr Tausende von Menschen zu Neujahr willkommen, die dort die traditionellen Neujahrsriten und -feierlichkeiten vollziehen. Im April liegt er auf dem Weg zahlreicher Besucher des Maruyama-Parks, eines bekannten Schauplatzes des traditionellen Hanami (Kirschblütenschau).